# Ike (mini-série)
Pour les articles homonymes, voir Ike.
Ike est une mini-série américaine de 1979 centrée sur la vie du président des États-Unis Dwight D. Eisenhower. Le scénario de Melville Shavelson est basé sur les mémoires de Kay Summersby Eisenhower Was My Boss et sur l'autobiographie Past Forgetting: My Love Affair. Les épisodes ont été réalisés par Boris Sagal et Melville Shavelson. Les monteurs John Woodcock (monteur) et Bill Lenny ont remporté un American Cinema Editors Awards pour leur travail et la série a récolté cinq nominations aux Emmy Awards. Le rôle du président Eisenhower est joué par Robert Duvall.

## Distribution
- Vernon Dobtcheff : Gen. Charles De Gaulle
- Robert Duvall (VF : Roger Carel) : Gen. Dwight D. Eisenhower
- Terence Alexander : Gen. Arthur Tedder
- Dana Andrews (VF : Jean-Claude Michel) : Gen. George C. Marshall
- Bonnie Bartlett : Mamie Eisenhower
- Whit Bissell : Amiral
- William Boyett : Gen. Ward Hoffenberg
- K. Callan : Mrs Westerfield
- J.D. Cannon : Gen. Walter Bedell Smith
- David de Keyser : Field Marshall Sir Alan Brooke
- Lee Remick : Kay Summersby
- Don Fellows : Général Carl A. Spaatz

## Diffusion
Aux États-Unis, la série a été diffusée sur le réseau ABC en 1979.
| Episode: | Date de première diffusion originale | Durée |
| -------- | ------------------------------------ | ----- |
| 1        | 3 mai 1979                           | 1h30  |
| 2        | 4 mai 1979                           | 1h30  |
| 3        | 6 mai 1979                           | 1h30  |

En Suisse, 1re diffusion le 24 mars 1980 et rediffusée dès le 4 juillet 1982 sur TVSR.
En France, la série a été diffusée en 6 épisodes de 45 minutes du 24 mai 1980 au 28 juin 1980 sur TF1 Rediffusion dès le 25 mars 1984. Elle est rediffusée dès le 4 janvier 1992 sur M6 au format téléfilm en 3 parties sous le titre "Ike, les années de guerre", et, dès le 30 octobre 1993 sous le titre "Ike, l'épopée d'un héros" toujours sur M6.